# Трителлурид дисамария
Трителлурид дисамария — бинарное неорганическое соединение
самария и теллура
с формулой Sm2Te3,
кристаллы.

## Получение
- Сплавление стехиометрических количеств чистых веществ:

{\displaystyle {\mathsf {2Sm+3Te\ {\xrightarrow {1500^{o}C}}\ Sm_{2}Te_{3}}}}

## Физические свойства
Трителлурид дисамария образует кристаллы
ромбической сингонии, пространственная группа P nma, параметры ячейки a = 1,206 нм, b = 1,186 нм, c = 0,434 нм, Z = 4,
структура типа сульфида сурьмы Sb2S3
При температуре 640°С переходит в фазу
кубической сингонии, пространственная группа I 43d, параметры ячейки a = 0,9480 нм,
структура типа тетрафосфида тритория Th3P4
.
Соединение образуется по перитектической реакции при температуре 1500 °C .